# Selina Özuzun Doğan
Selina Doğan (armenisch Սելինա Օզուզուն Տողան, * 1. Januar 1977 als Selina Özuzun) ist eine türkische Rechtsanwältin und Politikerin armenischer Ethnizität. Sie wurde als Mitglied der Cumhuriyet Halk Partisi eine der ersten armenischen Abgeordneten des Türkischen Parlaments seit 1964.

## Familienleben
Sie wurde 1977 in Istanbul als Tochter des Stellvertretenden Bürgermeisters von  Bakırköy, Yervant Özuzun geboren. Nachdem sie ihre Sekundärschulbildung am französischen Gymnasium Lycée Notre Dame de Sion Istanbul absolviert hatte, studierte und graduierte sie an der Galatasaray-Universität und vollendete ihr Masterstudium an der Istanbuler Bilgi-University. Danach begann sie ihre Berufslaufbahn in einer Anwaltskanzlei und war Rechtsanwältin für Minderheitenstiftungen.
Neben Armenisch und Türkisch spricht sie Französisch und Englisch.

## Politische Karriere
Selina Özuzun Doğan wurde als Kandidatin der Republikanischen Volkspartei (CHP) für die Parlamentswahl im Juni 2015 aufgestellt. Nach einer Übereinkunft zur Nominierung von Minderheiten zu deren Repräsentation im Parlament setzte der Parteivorsitzende Kemal Kılıçdaroğlu ihren Namen auf die Kandidatenliste für den zweiten Wahlkreis von Istanbul.
Am 7. Juni 2015 wurde sie in die Große Türkische Nationalversammlung gewählt und wurde so zur ersten armenischen Abgeordneten seit der Wahl von Berç Turan 1961 – zusammen mit Garo Paylan (HDP) und Markar Esayan (AKP). Zudem ist sie neben Hermine Kalustyan, die nach dem Militärputsch von 1960 sechs Monate in der Verfassunggebenden Versammlung der Türkei (türkisch Kurucu Meclis) war, die einzige weibliche armenische Abgeordnete in der türkischen Geschichte. Bei der Neuwahl im November wurde sie wiedergewählt.
Mit Blick auf den Völkermord an den Armeniern von 1915 sagte sie, dass dieser für sie keine Priorität besitze, der kulturelle Völkermord aber anhalte.
Doğan wurde von der CHP für die Parlamentswahl 2018 nicht nominiert und ihr Mandat lief aus.